# 555th Fighter Squadron
Le 555th Fighter Squadron (555th FS), est un escadron de chasse de l'United States Air Forces in Europe appartenant au 31st Fighter Wing basé à Aviano Air Base en Italie.

## Historique
- 25 novembre 1942 : création du 555th Bombardment Squadron (Medium)
- 1er décembre 1942 : activation
- 9 octobre 1944 : redésigné 555th Bombardment Squadron, Medium
- 23 juin 1945: 555th Bombardment Squadron, Light
- 7 novembre 1945 : dissolution
- 8 janvier 1964 : création du 555th Tactical Fighter Sqdn
- 5 juillet 1974 : redésigné 555th Tactical Fighter Training Sqdn
- 1er octobre 1991 : 555th Fighter Sqdn
- 25 mars 1994 : dissolution
- 1er avril 1994 : réactivation du 555th Fighter Squadron

## Bases
- MacDill Field (Floride) : 1er décembre 1942 - 8 février 1943
- Lake Field (Louisiane) : 9 février 1943 - 3 juin 1943
- Snetterton Heath (Angleterre) : 4 juin 1943 - 9 juin 1943

- Boxted (Angleterre) : 10 juin 1943 - 23 septembre 1943

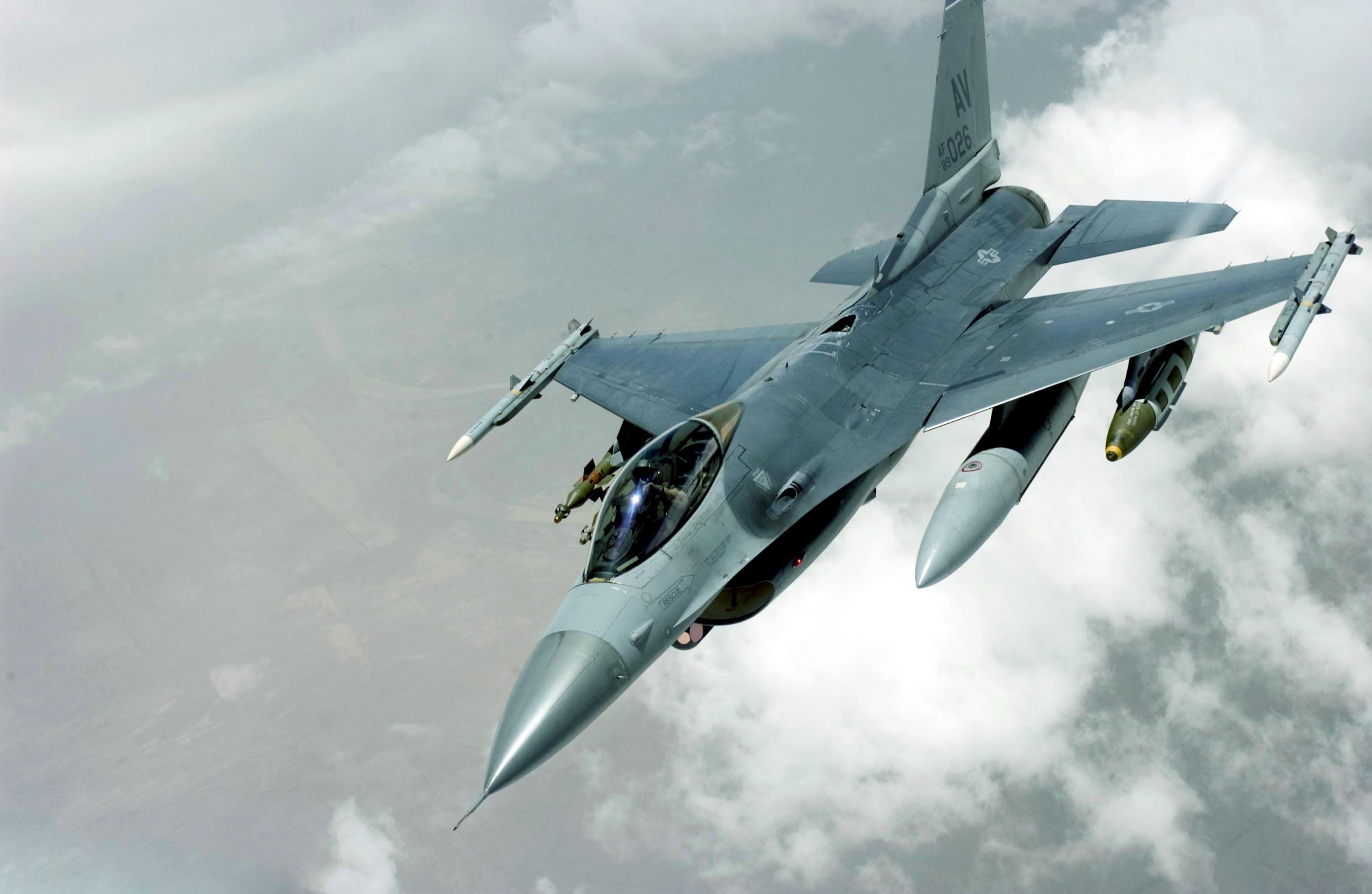
Un F-16C du 555th Fighter Squadron au-dessus de l'Iraq après un ravitaillement en vol avec un KC-135

- Great Dunmow (Angleterre): 24 septembre 1943 - 1er octobre 1944
- Beaumont-sur-Oise (France) : 2 octobre 1944 - 8 avril 1945
- St Trond (Belgique) : 9 avril 1945 - 10 août 1945
- Seymour Johnson Field (Caroline du Nord) : 11 août 1945 - 28 septembre 1945
- Westover Field (Maine) : 29 septembre 1945 - 7 novembre 1945
- MacDill AFB (Floride): 8 janvier 1964 - 19 juillet 1966
- Naha AB (Okinawa) : déployé du 12/12/64 au 09/03/65 et du 11/12/65 au 21/02/66
- Ubon RTAFB (Thailande) : 20 juillet 1966 - 27 mai 1968
- Udorn RTAFB (Thailande) : 28 mai 1968 - 4 juillet 1974
- Luke AFB (Arizona) : 5 juillet 1974 - 25 mars 1994
- Aviano Air Base (Italie) : 1er avril 1994 :  -

## Affectations
- 386th Bombardment Group : 1er décembre 1942 - 7 novembre 1945
- 12th Tactical Fighter Wing : 8 janvier 1964 - 4 mars 1966
- attaché au 51st Fighter Wing : 12/12/64 au 09/03/65 ; 11/12/65 au 21/02/66
- attaché au 8th Tactical Fighter Wing : 22/02/66 24/03/66 (attaché)
- 8th Tactical Fighter Wing : 25 mars 1966 - 30 juin 1968
- 432nd Tactical Reconnaissance Wing : 1er juillet 1968 - 4 juillet 1974
- 58th Tactical Fighter Training Wing : 5 juillet 1974 - 31 mars 1977
- 58th Tactical Training Wing : 1er avril 1977 - 28 août 1979
- 405th Tactical Training Wing : 29 août 1979 - 30 septembre 1991
- 58th Fighter Wing : 1er octobre 1991 - 25 mars 1994
- 31st Fighter Wing : 1er avril 1994 -